# Мущинський Петро Дмитрович
Петро́ Дми́трович Мущи́нський (25 серпня 1913, Перчунове, Любомирська волость, Єлизаветградський повіт, Херсонська губернія–1990, Миколаїв, Миколаївська область) — український радянський краєзнавець, дослідник історії Другої світової війни, член Спілки журналістів СРСР (з 1979), заслужений працівник культури України (1975).

## Життєпис
Народився в селі Перчунове, нині Піщанобрідської сільської громади Новоукраїнського району Кіровоградської області, в селянській родині. Після закінчення школи працював у сільському господарстві, у 1931 році виїхав на Донбас, де працював шахтарем.
До лав РСЧА призваний 4 травня 1935 року Сталінським ОВК. Член ВКП(б) з 1940 року. Учасник Другої світової війни з липня 1941 року. Протягом 1942—1943 років за скороченою програмою навчання закінчив Військово-політичну академію імені В. І. Леніна, повернувся у діючу армію. Обіймав посаду агітатора політвідділу 9-го танкового корпусу. Після закінчення війни до 21 листопада 1960 року продовжував війському службу в ЗС СРСР, підполковник. У 1954 році закінчив військово-історичний факультет Військової академії імені М. В. Фрунзе.
Після виходу у запас зайнявся журналістською і краєзнавчою діяльністю. Був членом правління Миколаївського товариства охорони пам'ятників, головою Військово-історичного товариства, членом редакційної колегії і одним з авторів тому «Історія міст і сіл Української РСР. Миколаївська область». Автор краєзнавчих книг «В честь подвига на Ингуле» (1977), «Непокоренный Буг» (1980), «Они сражались на Николаевщине» (1995) та інших.

## Нагороди
Нагороджений двома орденами Червоного Прапора (18.02.1945, 30.12.1956), орденами Вітчизняної війни 1-го (11.03.1985) та 2-го (09.06.1945) ступенів, двома орденами Червоної Зірки (18.08.1944, 17.05.1951) і медалями.